# وطن حاف (مسلسل)
مسلسل وطن حاف مسلسل رمضاني لعام2013 مكون من 30 حلقه كل يوم حلقه تحاكي الوضع الراهن في سوريا لكن بشكل درامي وكميدي إخراج محمد فردوس اتاسي والمخرج مهند قطيش «وطن حاف»، عمل يحرك انفعالات المشاهد ويضعه في حيرة بين الابتسام والتجهم والحزن والفرح.
والكاتب يعدُ المشاهد بـ «عملٍ لا يشبهُ إلا نفسه، خصوصاً في مقارباته المختلفة، وطريقة كتابته التي تتكئ على المزاوجة بين الكوميديا والتراجيديا،
وبسقف سياسي واجتماعي عالٍ. مزاوجة أبطالها جياع ومخذولون، سجانون وجلادون، مجرمون وبريئون، شحاذون ومخمورون، يائسون وحالمون،
وطنيون وفاسدون». ويرى الكاتب أنّ اعتماد نمط المنفصل/ المتصل لمسلسله «أتاح هامشاً أكبر وتنويعاً في تناول مسائل عدة، على عكس النصوص 
المتصلة التي تدور في معظمها حول خطين أو ثلاثة خطوط درامية رئيسية أما بقية الخطوط فتبقى هامشية. لدينا ثلاثون حكاية مستقلة، منها: 
«حب على ضفاف الحبة»، «سبات على الرصيف»، «صحافي للبيع»».
هو وطنٌ كاد الدم يصبغ كلّ بقعة فيه، وتسابق أبناؤه على تقاسمه بدلاً من تشاركه.

## الممثلين
- محمد حداقي
- لينا دياب
- محمد خير الجراح
- لينا حورانة
- أحمد منصور
- هلا يماني
- جمال عكريش
- إسماعيل حيا
- ايهم جعفر
- فادي نصر
- باسل عويل
- سلمان سلمان
- ميلاد مقصود
- كنان الامام
- أيمن التوت
- مرام العلي
- اندريه سكاف
- خالد القيش